# Ko (go)
Ko är en situation inom brädspelet go där stenen som används för att fånga en motståndarsten direkt hamnar i atari. Ordets ursprung är omtvistat, det finns en möjliga betydelser från sanskrit, kinesiska och japanska. Reglerna säger att ingen sten får spelas som repeterar en tidigare helbrädessituation, därför får inte en spelare direkt fånga tillbaka i en sådan situation. Det enklaste exemplet ses i figur 1. Om vit just har fångat en svart sten på punkten X får svart inte direkt fånga den hotade vita stenen. Om han gjorde detta skulle brädet se precis likadant ut som innan vit spelade sin sten. Därför måste svart först spela en sten någon annanstans så att partiet går framåt.

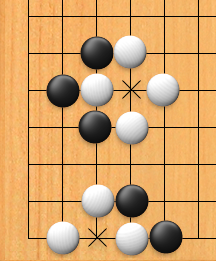
Figur 1

När en ko uppstår på brädet ges det möjlighet till en ko-strid. Spelaren som inte får återta kon (spelare A) spelar då ett så kallat ko-hot, en sten som omedelbart hotar den andre spelaren (spelare B) någon annanstans på brädet. Om spelare B försvarar sig på den nu hotade platsen kan spelare A ta tillbaka kon eftersom den totala brädbilden förändrats. Det blir nu B:s tur att spela ut ett ko-hot. Detta fortsätter till någon av spelarna får slut på möjliga ko-hot eller ignorerar motspelarens hot (det vill säga bedömer att hotet är mindre värt än att vinna tillbaka kon).